# Arganaceras vacanti
Arganaceras vacanti (лат.) — вид парарептилий-анапсид из клады парейазавров, живших во времена пермского периода (вучапинский век) на территории современного Марокко. Типовой и единственный вид в роде Arganaceras.
Новые вид и род описаны Джалилом и Джанивьером в 2005 году на основании голотипа MNHN ARG 518, представляющего из себя часть черепа, найденного в пермской формации Ikakern вблизи Арганы (Марокко). По месту находки дано родовое название, означающее буквально «рог из Арганы».
Длина черепа без предчелюстной кости — около 34 см. Общая длина — 2 м, таким образом Arganaceras vacanti был парейазавром среднего размера. Эта парарептилия близка к элгинии.